# Flötenspieler (Skulptur)

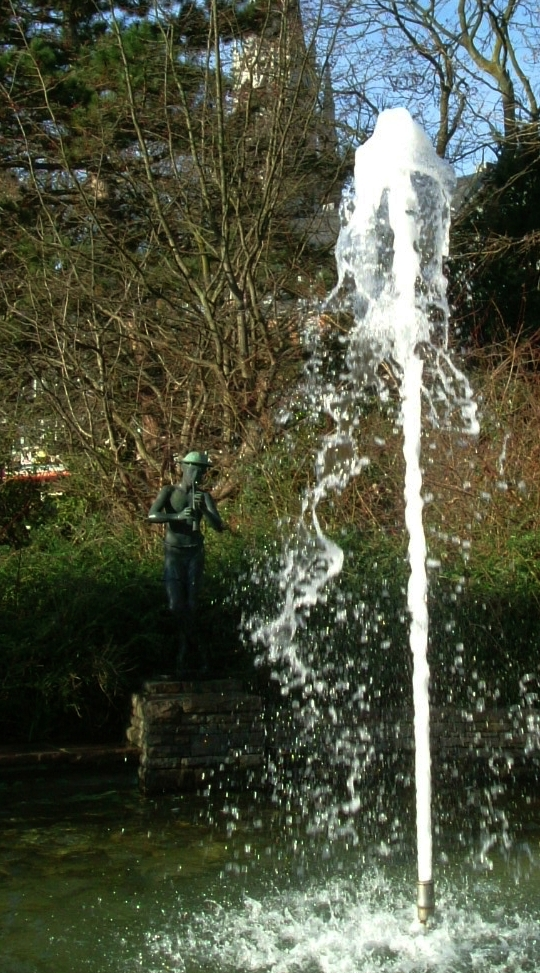
Elisenbrunnen mit Flötenspieler (2007)

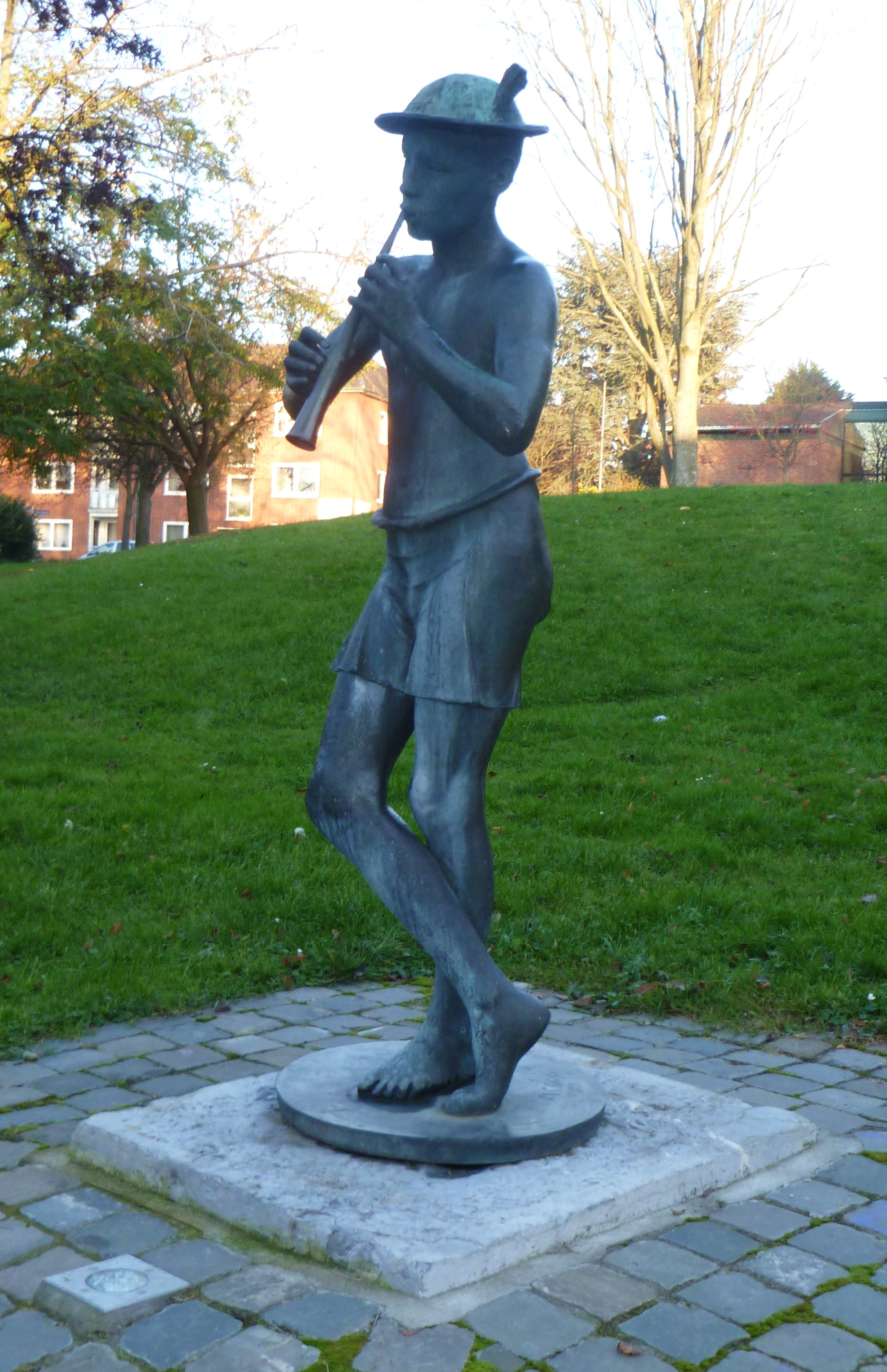
Flötenspieler, am neuen Standort in Eilendorf (2011)

Der Flötenspieler war ein Brunnen mit einer gleichnamigen Skulptur am Rand des Elisengartens in Aachen, Nordrhein-Westfalen.
Matthias Corr schuf in den 1920er Jahren diese Plastik aus Bronze.
Sie stand im Elisengarten am Rande eines Teichbeckens. Dem runden Becken entsprang mittig eine Wasserfontäne. Das Wasser plätscherte auch im Winter, weil es von den Aachener Thermalquellen erwärmt wurde.
Wegen der Umgestaltung des Elisengartens wurde der Brunnen 2008 zunächst abgebaut. Die Flötenspielerstatue wurde in 2010 im Aachener Stadtteil Eilendorf aufgestellt.